# ایستگاه راه‌آهن پکام رای
ایستگاه راه‌آهن پکام رای (انگلیسی: Peckham Rye railway station) یک ایستگاه راه‌آهن در شهر لندن، انگلستان است.
این ایستگاه که در ناحیه پکام قرار دارد در سال ۱۸۶۵ میلادی تأسیس شده و جزئی از خط جنوب متروی زمینی لندن و راه‌آهن انگلستان است.